# San Ponziano (títol cardenalici)

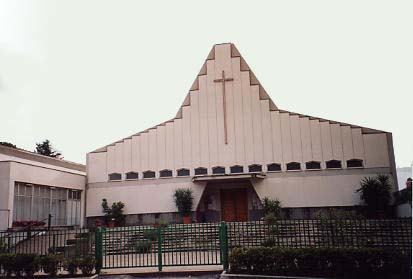
Façana de l'Església de San Ponziano, Roma

La Diaconia de San Ponziano (llatí: Diaconia Sancti Pontiani) és un títol cardenalici creat pel papa Benet XVI el 24 de novembre de 2007. L'església en la qual resideix la diaconia es troba al Municipi IV de Roma, en la via Nicola Festa, 50.

## Titulars
- Urbano Navarrete (24 de novembre de 2007[1] – 22 de novembre de 2010)
- Santos Abril y Castelló (12 de febrer de 2012 - ...)